# تيفاني سينغ
تيفاني سينغ (بالإنجليزية: Tiffany Singh)‏ هي فنانة نيوزيلندية، ولدت في 1978.